# Nizamabad (ciutat)
Nizamabad (abans Indur, telugu నిజామాబాదు, urdú نظام آباد) és una ciutat i corporació municipal d'Andhra Pradesh, capital del districte de Nizamabad, situada a 18° 40′ 38″ N, 78° 6′ 11″ E / 18.67722°N,78.10306°E. Consta al cens de 2001 amb 286.956 habitants (el 2006 la població s'estima en 366.956 habitants i 390.325 per l'aglomeració urbana), sent la desena ciutat de l'estat. El 1901 tenia 12.871 habitants. És també capital d'un mandal. El seu nom fins al 1905 fou Indur i Induru (derivat d'Indrapuri).

## Història
Fou possessió de la dinastia rashtrakuta al segle VIII i va agafar el nom del rei Indra. El 1724 va passar al Nizam al-Mulk i va quedar inclosa en el principat d'Hyderabad del qual va ser cap de districte en el segle següent. El 1905 es va construir una estació ferroviària a Indur en la línia Secundrabad-Manmad que va rebre el nom de Nizamabad (Per a ús del nizam). Aquest nom fou donat oficialment al districte i a la ciutat. La presa de Nizam Sagar es va construir el 1923 relativament prop de la ciutat. El municipi es va convertir en corporació municipal el 2005. La universitat de Telanga es va establir a la ciutat al començar el 2006 servint per als districtes de Nizamabad, Adilabad i Medak.

## Llocs interessants
- Lla Asok Sagar
- Museu Arqueològic
- Quilla Ramalayam, fortalesa dels rashtrakutes
- Fort de Domakonda a 4 km, construït pels Reddy
- Temple Sri Laxmi Narshima Swamy a uns 9 km
- Temple de Sarangapur a uns 8 km
- Temple de Kanteshwar
- Madhavnagar, temple Sai Baba